# ريتشارد ماسون (مؤرخ)
ريتشارد ماسون (بالإنجليزية: Richard Mason)‏ هو مؤرخ أسترالي، ولد في 3 مارس 1934، وتوفي في 27 يونيو 2009.